# كانستانتسين سيفتسوف
كانستانتسين سيفتسوف (بالروسية: Сивцов, Константин Викторович)‏ (و. 1982  م) هو راكب دراجة هوائية، من روسيا البيضاء، ولد في غوميل، شارك في طواف إسبانيا، وسباق طواف فرنسا 2010، وطواف إسبانيا 2014، وطواف إيطاليا 2014، وسباق طواف فرنسا 2012، والألعاب الأولمبية الصيفية 2008، وسباق طواف فرنسا 2013، وطواف فرنسا، وركوب الدراجات في الألعاب الأولمبية الصيفية 2016.

## سباقات أو مراحل فاز بها
| التاريخ       | السباق                                               | المركز                      |
| ------------- | ---------------------------------------------------- | --------------------------- |
| 01 يناير 2004 | سباق الطريق لأقل من سنة في بطولة العالم 2004         | الفائز في التصنيف العام     |
| 29 يوليو 2007 | سباق طواف فرنسا 2007                                 | الخامس في تصنيف أفضل شاب    |
| 05 أغسطس 2007 | جيرو أبنينس 2007                                     | المركز الثاني               |
| 09 أغسطس 2007 | 2007 Gran Premio Città di Camaiore                   | المركز الثالث               |
| 21 أغسطس 2007 | طواف فيرزين 2007                                     | المركز الثالث               |
| 27 أبريل 2008 | 2008 Tour de Georgia                                 | الفائز في التصنيف العام     |
| 27 يوليو 2008 | سباق طواف فرنسا 2008                                 | المرتبة 16 في التصنيف العام |
| 17 مارس 2009  | تيرينو ادرياتيكو 2009                                | التاسع في التصنيف العام     |
| 31 مايو 2009  | طواف إيطاليا 2009                                    | المرتبة 12 في التصنيف العام |
| 29 مايو 2011  | طواف إيطاليا 2011                                    | التاسع في التصنيف العام     |
| 29 مايو 2016  | طواف إيطاليا 2016                                    | العاشر في التصنيف العام     |
| 23 يونيو 2016 | سباق الطريق ضد الساعة للرجال في بطولة بيلاروسيا 2016 | الفائز في التصنيف العام     |
| 26 يونيو 2016 | سباق الطريق للرجال في بطولة بيلاروسيا 2016           | الفائز في التصنيف العام     |
| 23 أبريل 2017 | طواف كرواتيا 2017                                    | السادس في التصنيف العام     |
| 28 يناير 2018 | فولتا سان خوان 2018                                  | الثامن في التصنيف العام     |
| 22 أبريل 2018 | طواف كرواتيا 2018                                    | الفائز في التصنيف العام     |

## روابط خارجية
- كانستانتسين سيفتسوف على موقع أرشيف الدراجات (الإنجليزية)
- كانستانتسين سيفتسوف على موقع إحصائيات الدراجات الإحترافية (الإنجليزية)
- كانستانتسين سيفتسوف على موقع نسبة الدراجات (الإنجليزية)
- كانستانتسين سيفتسوف على موقع CycleBase (الإنجليزية)
- كانستانتسين سيفتسوف على موقع أوليمبيديا (الإنجليزية)